# Kacper Kozłowski (football)
Pour les articles homonymes, voir Kacper Kozłowski et Kozłowski.
Kacper Kozłowski, né le 16 octobre 2003 à Koszalin en Pologne, est un footballeur international polonais qui évolue au poste de milieu offensif à Gaziantep FK.

## Biographie

### Carrière en club
Né à Koszalin en Pologne, Kacper Kozłowski commence le football dans le club local du Bałtyk Koszalin (en) avant d'être formé par le Pogoń Szczecin. C'est avec ce club qu'il joue son premier match en professionnel, alors qu'il n'a pas encore seize ans, le 19 mai 2019, lors d'une rencontre de championnat face au KS Cracovie. Il entre en jeu à la place de Zvonimir Kožulj (en) lors de cette rencontre remportée par son équipe sur le score de trois buts à zéro. Avec cette apparition il devient à 15 ans, 7 mois et 3 jours le plus jeune joueur du championnat polonais au XXIe siècle et le plus jeune joueur de l'histoire du Pogoń Szczecin. Considéré comme l'un des joueurs les plus prometteurs de sa génération, intéresse rapidement plusieurs clubs européens dont Manchester United mais le jeune joueur ne souhaite pas griller les étapes et prolonge son contrat de trois ans en 2019. Sa progression est un temps freinée par une blessure subie à la suite d'un accident de la route au début de l'année 2020.
Il fait son retour en équipe première le 24 octobre 2020, en entrant en jeu à la place d'Alexander Gorgon lors d'une rencontre de championnat face au Legia Varsovie (0-0).
Le 5 janvier 2022, il signe un contrat courant jusqu'en juin 2026 avec le Brighton FC et est immédiatement prêté à l'Union saint-gilloise pour terminer la saison. Le Pogoń Szczecin précise que le montant du transfert est un « nombre à huit chiffres (en euros) ». Il est évalué à 11 millions d'euros.
Le 25 août 2022, Kacper Kozłowski rejoint le Vitesse Arnhem sous forme de prêt d'une saison.
Le 17 juillet 2023, le prêt de Kozłowski au Vitesse Arnhem est prolongé pour une saison supplémentaire.
Le 19 juillet 2024, Kacper Kozłowski quitte définitivement Brighton & Hove Albion, où il n'aura jamais joué, pour rejoindre le Gaziantep FK en Turquie. Il signe un contrat de trois ans, soit jusqu'en juin 2027.

### En sélection
Sélectionné avec l'équipe de Pologne des moins de 17 ans depuis 2018, Kacper Kozłowski se met notamment en évidence le 8 septembre 2019 face à la Suisse en marquant un but et en délivrant deux passes décisives, pour Szymon Włodarczyk et Ariel Mosór, contribuant ainsi à la victoire de son équipe (4-1). Il réalise également un doublé, en plus de délivrer deux passes décisives contre le Liechtenstein le 12 octobre 2019 (victoire 11 à 0 des Polonais).
En mars 2021, Kacper Kozłowski est retenu par Paulo Sousa le sélectionneur de l'équipe nationale de Pologne. Il honore sa première sélection face à Andorre lors d'un match éliminatoire pour la coupe du monde 2022. Il entre en jeu à la place de Piotr Zieliński et son équipe s'impose par trois buts à zéro. Il devient à 17 ans et 163 jours le deuxième plus jeune joueur de l'histoire de la Pologne à débuter en sélection après Włodzimierz Lubański,.
Il est retenu par le sélectionneur Paulo Sousa pour disputer l'Euro 2020,. Le 19 juin 2021, en entrant sur le terrain à la 55e minute du match de l’Euro 2020 opposant la Pologne à l'Espagne, il devient le plus jeune joueur de l’histoire à participer à un Euro : 17 ans, 8 mois et 3 jours. Il détrône ainsi Jude Bellingham, de 109 jours son aîné, qui avait établi le nouveau record six jours auparavant.

## Statistiques
| Saison                | Club                  | Championnat           | Championnat | Championnat | Coupe(s) nationale(s) | Coupe(s) nationale(s) | Compétition(s) continentale(s) | Compétition(s) continentale(s) | Compétition(s) continentale(s) | Total | Total |
| Saison                | Club                  | Division              | M.          | B.          | M.                    | B.                    | Comp.                          | M.                             | B.                             | M.    | B.    |
| 2018-2019             | Pogoń Szczecin        | Ekstraklasa           | 1           | 0           | -                     | -                     | -                              | -                              | -                              | 1     | 0     |
| 2019-2020             | Pogoń Szczecin        | Ekstraklasa           | 3           | 0           | -                     | -                     | -                              | -                              | -                              | 3     | 0     |
| 2020-2021             | Pogoń Szczecin        | Ekstraklasa           | 20          | 1           | -                     | -                     | -                              | -                              | -                              | 20    | 1     |
| 2021-2022             | Pogoń Szczecin        | Ekstraklasa           | 16          | 3           | 1                     | 0                     | C4                             | 2                              | 0                              | 19    | 3     |
| Sous-total            | Sous-total            | Sous-total            | 40          | 4           | 1                     | 0                     | -                              | 2                              | 0                              | 43    | 4     |
| 2021-2022             | Union Saint-Gilloise  | Division 1A           | 9           | 0           | -                     | -                     | -                              | -                              | -                              | 9     | 0     |
| Sous-total            | Sous-total            | Sous-total            | 9           | 0           | -                     | -                     | -                              | -                              | -                              | 9     | 0     |
| 2022-2023             | Vitesse Arnhem        | Eredivisie            | 29          | 2           | 1                     | 1                     | -                              | -                              | -                              | 30    | 3     |
| 2023-2024             | Vitesse Arnhem        | Eredivisie            | 8           | 0           | -                     | -                     | -                              | -                              | -                              | 8     | 0     |
| Sous-total            | Sous-total            | Sous-total            | 37          | 2           | 1                     | 1                     | -                              | -                              | -                              | 38    | 3     |
| Total sur la carrière | Total sur la carrière | Total sur la carrière | 86          | 6           | 2                     | 1                     | -                              | 2                              | 0                              | 90    | 7     |